# Christa Bauch
Christa Bauch, född 19 december 1947 i Bad Schandau, Östtyskland, är en professionell kvinnlig kroppsbyggare från Tyskland.
Hon flyttade till Västtyskland (lagligt) vid 27 års ålder, då hon gift sig med en västtysk medborgare.
Hon blev professionell kroppsbyggare 1990 vid 43 års ålder. Hennes högsta placering som professionell kroppsbyggare var 2:a vid 1994 års Canada Cup. Hon drog sig tillbaka från tävlingar efter Jan Tana Classic 1995.

## Tävlingshistoria
- 1987 German Championship - 2:a
- 1987 Europa Championship (NABBA) - 2:a
- 1987 World Championship (NABBA) - 2:a
- 1988 Europa Championship (WABBA) - 1:a
- 1989 German Championship (IFBB) - 2:a
- 1989 World Games (IFBB) - 1:a (Proffskvalifikation)
- 1990 Ms. International - 4:a (senare diskvalificerad)
- 1991 Grand Prix of Italy - 4:a
- 1992 Jan Tana Classic - 11:a
- 1993 Jan Tana Classic - 7:a
- 1993 IFBB Ms. Olympia - 18
- 1994 Canada Cup - 2:a
- 1994 IFBB Ms. Olympia - 12:a
- 1995 Jan Tana Classic - 5:a